# Kalk (dzielnica Kolonii)
Kalk, Köln-Kalk — dzielnica miasta Kolonia w Niemczech, w okręgu administracyjnym Kalk, w kraju związkowym Nadrenia Północna-Westfalia, na prawym brzegu Renu. 